# Saviano
Saviano – miejscowość i gmina we Włoszech, w regionie Kampania, w prowincji Neapol.
Według danych na rok 2004 gminę zamieszkiwało 14 890 osób, 1145,4 os./km².